# Kanami Nakamaki
Kanami Nakamaki, född den 5 juni 1992 i Osaka, är en japansk konstsimmare.
Hon tog OS-brons i lagtävlingen i samband med de olympiska tävlingarna i konstsim 2016 i Rio de Janeiro..